# Szorcsik Viktória
Szorcsik Viktória (Salgótarján, 1978. október 11. –) magyar színésznő, műsorvezető.

## Élete
Karrierje már ötévesen elindult, amikor egy fogkrémreklámban szerepelt. Gimnáziumi tanulmányait a salgótarjáni Madách Imre Gimnáziumban végezte. Tizenhat évesen szerződött Veszprémbe, a Petőfi Színházhoz 2001-ig. 1995–1998 között megszerezte a stúdiós illetve gyakorlati színészi pályát. 2002–2004 között a Vidám Színpadon játszott. 2004–2005-ben egy évadot a debreceni Csokonai Nemzeti Színházban töltött. 2005-ben a Pannon Várszínházban szerepelt, majd szabadúszó volt. 2020-tól a József Attila Színházban szerepel. 2022-ben szerepelt a Farm VIP 3. évadában 

## Filmjei
- A Séf meg a többiek (2022) – Timi
- Drága örökösök (2019) – Éva
- Korhatáros szerelem (2018) – Szandra
- Egynyári kaland (2015) – Klári
- Hacktion: Újratöltve (2012) – Nikola Klára
- 10! (2009) – Műsorvezető
- Jóban Rosszban – Bóta Judit
- Az ördög nem alszik (2003) (színész)
- Diamond Club
- Szelíd  (2020)
- Barátok közt (2003) – Bengyel Szonja

## Műsorai
- Farm VIP (2022, szereplő)
- Power of Love – A szerelem ereje (2023, műsorvezető)
- Az Árulók – Gyilkosság a kastélyban (2024, szereplő)
- A Nagy Duett (2025, szereplő)

## Színházi szerepei
- Madách Imre: Az ember tragédiája....Éva
- Titus Maccius Plautus: A hetvenkedő katona....Philocomasium
- Mikszáth Kálmán–Makk Károly–Lőkös Ildikó–Lackfi János: Királyi kaland....Vuca
- Thuróczy Katalin: Macskalépcső
- Bob Grant–Anthony Marriott: Nász-frász....Julia
- Orfeum (kabaré)
- Vaszary Gábor–Fényes Szabolcs–Szenes Iván–Vaszary János: Az ördög nem alszik....Éva
- Presser Gábor–Sztevanovity Dusán–Horváth Péter: A padlás....Kölyök, szellem, 330 éves
- William Shakespeare: Sok hűhó semmiért....Héró, Leonáto lánya
- Rejtő Jenő–Hamvai Kornél–Darvas Benedek–Varró Dániel: Vesztegzár a Grand Hotelben....Odette Defleur
- Juhász Levente - Szente Vajk - Galambos Attila

Macskafogó- Pissy